# Новосёлов, Фёдор Иванович
Фёдор Иванович Новосёлов (1929—2022) — советский военно-морской деятель, адмирал (1989). Заместитель Главнокомандующего ВМФ СССР по кораблестроению и вооружению (1986—1992). Лауреат Ленинской премии (1984) и Государственной премии СССР (1979).

## Биография
Родился 3 декабря 1929 года в селе Мамонтовое Новосибирской области.
С 1951 года после окончания Тихоокеанского высшего военно-морского училища служил на офицерских должностях в ВМФ СССР. С 1951 по 1952 год служил на Тихоокеанском флоте в качестве командира артиллерийской батареи лёгкого крейсера «Калинин». С 1952 года служил на Балтийском флоте в качестве командира артиллерийской батареи крейсера «Александр Суворов».
С 1955 по 1956 год обучался на Высших ордена Ленина специальных классах офицерского состава ВМФ. С 1956 по 1959 год служил на Балтийском флоте на должностях командира дивизиона главного калибра и командира артиллерийской боевой части лёгкого крейсера «Валерий Чкалов». с 1959 по 1962 год обучался в Военно-морской академии. С 1962 года служил в различный аппаратах военных представительств на военно-промышленных предприятиях: с 1962 по 1964 год — военный представитель на КБ машиностроения под руководством академика В. П. Макеева; с 1964 по 1967 год — заместитель старшего военного представителя и старший военный представитель на Златоустовском машиностроительном заводе руководимый В. Н. Коноваловым; с 1967 по 1972 год — районный инженер-руководитель военного представительства на Красноярском машиностроительном заводе руководимый В. П. Котельниковым. На этих должностях Новосёлов занимался приёмкой ракетно-артиллерийского вооружения для ВМФ СССР, в том числе серийных баллистических ракет и их элементов для нужд флота. Он внёс весомый вклад в повседневную практику проектирования, производство и испытание таких комплексов как Д-5 и Д-9 с баллистическими ракетами Р-27 и Р-29 (БРПЛ) для подводных лодок ВМФ.
С 1972 по 1986 год — начальник Управления ракетно-артиллерийского вооружения ВМФ СССР, являлся генеральным заказчиком флота по созданию и заказам серийного производства и поставкам ракетных комплексов, в том числе зенитных, крылатых и баллистических, а так же различных систем морской космической разведки и целеуказания. При участии Новосёлова были приняты на вооружения и освоены в ВМФ СССР такие ракетные комплексы как Д-9Р, Д-9РМ, Д-11, Д-19 с баллистическими ракетами Р-29Р, Р-29РМ, Р-31 и Р-39, крылатая ракета С-10 «Гранат», противокорабельные комплексы П-500 «Базальт», П-700 «Гранит», П-120 «Малахит», С-300Ф, ЗРК «Кинжал», 3М87 «Кортик», корабельные автоматические артиллерийские системы АК-100, АК-130, АК-176 и АК-630. С 1976 по 1984 год являлся председателем Государственной комиссии по испытанию модернизированной системы глобальной спутниковой морской космической разведки и целеуказания (МКРЦ) силам ВМФ «Легенда». С 1986 по 1992 год — заместитель Главнокомандующего ВМФ СССР по кораблестроению и вооружению. Новосёлов являлся почётным членом РАРАН и АВН, действительным членом (академиком) АБОП.
С 1992 года в отставке. Умер 21 октября 2022 года в Москве, похоронен на Троекуровском кладбище.

## Высшие воинские звания
- Контр-адмирал-инженер (4.11.1973)
- Вице-адмирал-инженер (14.02.1978)
- Вице-адмирал (26.04.1984)
- Адмирал (15.02.1989)[5]

## Награды
- Орден Ленина[2][3]
- Орден Трудового Красного Знамени[2][3]
- Орден «За службу Родине в Вооружённых Силах СССР» II и III степени[2][3]
- Ленинская премия (1984 — За создание ракетного комплекса «Гранит»)[1][3]
- Государственная премия СССР (1979 — За создание артиллерийского комплекса АК-100)[1][3]
- Премия Правительства Российской Федерации в области науки и техники (2001)[1]
- Премия имени В. П. Макеева[2]